# Alan Mets
Pour les articles homonymes, voir Mets.
Alan Mets, pseudonyme d'Éric Meallant, né le 2 octobre 1961 à Paris, est un auteur et illustrateur français de littérature d'enfance et de jeunesse.

## Biographie
Alan Mets suit des études de médecine, de philosophie et de cinéma avant de devenir auteur et illustrateur pour enfants, encouragé par Tomi Ungerer,.
Depuis 1991, il est l'auteur d'une « œuvre qui, d’emblée, frappe avant tout par sa richesse et sa variété, tant par les figures de ses héros que par les univers où s’inscrivent ses histoires et le style de ses dessins. ». Sa production entièrement personnelle, où il est à la fois l’auteur des textes et des images, s’inscrit majoritairement dans la catégorie des albums. Elle atteint 35 volumes, tous publiés par L'École des loisirs. 
Ses dessins représentent souvent des animaux anthropomorphes, parmi lesquels il a une préférence pour les chats, les loups et les cochons, sur un fond uni de couleurs vives.
Comme illustrateur seul, toujours au sein des éditions L’École des loisirs, il a mis en images des récits et des romans de différents auteurs, principalement Christian Oster et Brigitte Smadja mais aussi Valérie Zenatti, Valérie Dayre ou Kéthévane Davrichewy. Il a également créé les couvertures de nombreux livres de la collection « Neuf ».

## Publications
- Le Chat orange, Albums École des loisirs, 1991
- Le Miam-miam, Mouche, 1992
- Teuteu et Zeuzeu, Lutin poche, 1992
- Lolotte, Albums, 1992
- Docteur Mars, Albums, 1993
- John Cerise, Lutin poche, 1993
- Fleur, Albums, 1994
- C'est le bazar !, Albums, 1994
- Le Bisou magique, Lutin poche, 1995
- Étoile, Lutin poche, 1995
- Lapin chéri, Albums, 1996
- Je suis parti, Lutin poche, 1996
- Ugh !, Albums, 1997
- Ma culotte, Albums Lutin poche, 1997
- Juliette, Albums, 1998
- Grrick, Lutin poche, 1998
- La Carotte géante, Albums, 1998
- Igloo, Albums Lutin poche, 1999
- Le Petit Paradis, Albums, 1999
- J'ai vu l'ours, Albums, 2000
- Crotte de nez, Albums, 2000
- Chériquiqui, Albums, 2001
- Timide, moi jamais, Lutin poche, 2002
- Capitaine Jambe-de-bois, Mouche, 2002
- Brosse et Savon, Albums Lutin poche, 2003
- Le Voleur de doudous, Albums  Lutin poche, 2003
- Jean le téméraire, Albums, 2004
- Malade d'amour, Mouche, 2005
- Un grand bol de lait, Albums, 2005
- Superbouquin	Albums, Lutin poche, 2006
- Le Jour du gâteau, Albums , 2007
- Mon chat stupide, Albums  Lutin poche, 2008
- Pirates de bonbons, Albums , 2008
- Mes lunettes de rêve, Albums, 2009
- Dragounet, Albums, 2012
- Alain l'alien, 1 vol. (44 p.), 2019

- Coup de cœur Jeune Public printemps 2019 de l'Académie Charles Cros.